# 水野ひかり
水野 ひかり（みずの ひかり、1985年12月24日 - ）は、日本のAV女優。
東京都出身。身長：165cm 、スリーサイズ：B86・W59・H87、Dカップ。

## 略歴
2005年に『新人×ギリモザ ほぼ処女です。』でAVデビュー。エスワンやMOODYZを中心にした単体作品に出演したが、2007年以降は企画作品への出演が中心になった。
2007年3月以降ストリップにも出演したが、同年後半に引退。
なお2004年にクリスタル映像やアテナ映像の企画作品に出演している同名AV女優は別人。

## 作品

### アダルトビデオ
撮りおろし作品
2005年
- 新人×ギリモザ ほぼ処女です。（4月11日、エスワン）
- ギリモザ 無垢なお嬢様の恥じらいセックス（5月7日、エスワン）
- ギリギリモザイク 6つのコスチュームでパコパコ!（6月7日、エスワン）
- ギリギリモザイク ギリギリモザイク（7月7日、エスワン）
- ギリギリモザイク 妹のアソコ（8月7日、エスワン）
- ギリギリモザイク ひかりはアナタのいいなり玩具（9月7日、エスワン）
- デジタルモザイクVol.089（10月13日、MOODYZ）
- 最高のオナニーのために（11月13日、MOODYZ）
- 完全なるメイド飼育～汚レ無キ忠誠ヲ誓ウモノ～（12月13日、MOODYZ）

2006年
- ドリームウーマンVol.57（1月13日、MOODYZ）
- 使い捨てM奴隷29（2月13日、MOODYZ）
- ゴックンランド（3月13日、MOODYZ）
- ザーメンマニアックス～ぶっかけ 333発スペシャル～（6月13日、MOODYZ）
- アナル舐め 12人4時間（7月1日、MOODYZ）
- イカセ電気アンマ 4時間（8月1日、MOODYZ）
- ネオヤプーズコア 集団調教ハーレム（11月7日、アタッカーズ）
- 愛しのフェラチーオ5 17人のザーメン中毒（12月10日、隼エージェンシー）

2007年
- スーパーヒロイン危機一髪!! Vol.11（1月12日、GIGA）
- フェラコレ2007冬SP（1月13日、隼エージェンシー）
- キスマニア Vol.1（1月19日、ミスター・インパクト）
- 蒼き超戦士リオン（1月26日、GIGA）
- ヒロイン討伐 Vol.28（2月9日、GIGA）
- 街でうわさの中出しギャル VII（2月10日、隼エージェンシー）
- スーパーアングル（2月10日、ゴールデンキャンディ）
- こだわりの手コキ 4時間SP 3 40人のハンドメイド（2月10日、隼エージェンシー）
- 中出し＠女子校生 II（2月19日、BRAVO）
- スーパーヒロイン陵辱SP10（2月23日、GIGA(「ヒロイン特撮研究所」限定販売））
- オナニスト 第16章（3月10日、隼エージェンシー）
- 巨乳DE治療クリニック（4月15日、イマージュ）
- 痴女学園 2（4月15日、イマージュ）
- 田舎の黒髪女子校生（4月15日、イマージュ）
- バレー部集団監禁調教（4月20日、TMA）
- 私のチャームポイントは、ウエストのくびれ。 水野ひかり（5月25日、ホットエンターテイメント）
- 本当に見たかったHOW ♂O ヨガ（6月7日、Hunter）
- 素人ギャルをナンパして無理矢理中出ししちゃいました（7月27日、ケイ・エム・プロデュース）

総集編
2005年
- S1ガールズコレクション ウブなセックスたっぷり見せちゃうぞ♥（12月19日、エスワン）

2006年
- 使い捨てM奴隷Collection（5月13日、MOODYZ）
- 水野ひかり×ギリギリモザイク 水野ひかり COLLECTION1（11月7日、エスワン）
- S1ガールズコレクション S級女優がアナタのいいなり玩具4時間!（11月7日、エスワン）

2007年
- MOODYZ SEX BEST 4時間（1月1日、MOODYZ）
- アスリートコスプレCOLLECTION 4時間（7月13日、TMA）
- M奴隷4時間（8月1日、MOODYZ）
- ネオヤプーズBEST（8月7日、アタッカーズ）
- 凌辱ザーメン4時間（8月13日、MOODYZ）
- 中出しCOLLECTION4時間 Vol.4（9月19日、BRAVO）
- ハイモザ アナル舐め4時間（10月1日、MOODYZ）
- CROSSウルトラデジタルモザイクFUCK4時間（10月19日、クロス）

### オリジナルビデオ、ペイパービュー作品
- 熟母の疼き　義息子との夜（2007年1月19日、レジェンド・ピクチャーズ（ペイパービューのみ））
- はぐれ学園 エロカワ女生徒がやってきた!　（2007年1月24日、ジャンクフィルム）
- 幼なじみ OSANANAJIMI（2007年3月7日、リップスウィート）

### TV
- 美女と湯けむり #17（2007年6月11日、旅チャンネル）
- 美女と湯けむり #18　（2007年6月25日、旅チャンネル）

…上記番組収録のDVD：「美女と湯けむり 第二集」（2007年10月24日、ジェネオンエンタテインメント）